# William Peter Blatty

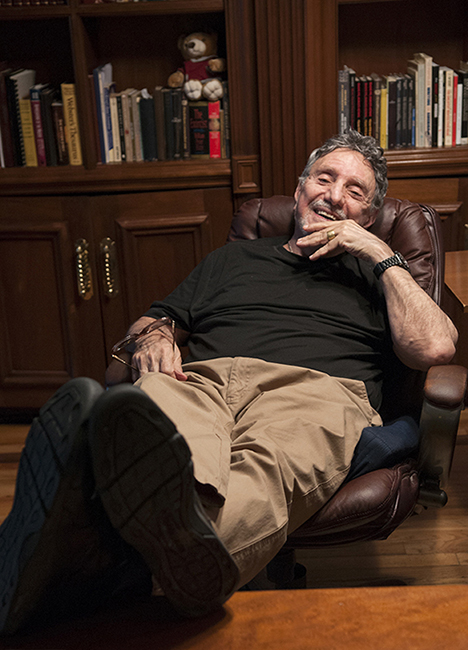
William Peter Blatty, 2009

William Peter Blatty (* 7. Januar 1928 in New York City, New York; † 12. Januar 2017 in Bethesda, Maryland) war ein US-amerikanischer Autor, Drehbuchautor und Regisseur. Weltweit bekannt wurde Blatty durch seinen Roman Der Exorzist aus dem Jahre 1971, für dessen Verfilmung er auch das Drehbuch verfasste.

## Leben
Blatty war Sohn libanesischer Eltern christlichen Glaubens. Sein Vater verließ die Familie, als William sechs Jahre alt war. Da seine Mutter sehr religiös war, besuchte er u. a. eine katholische Schule in New York und studierte an der Georgetown University, einer Jesuitenschule. Anschließend studierte er an der George Washington University Englische Literatur und schloss mit dem Master ab.
In den folgenden Jahren, als Soldat der US-Luftwaffe stationiert in Beirut im Libanon, begann er auch zu schreiben und entdeckte sein Talent als Schriftsteller.
Seinen Durchbruch hatte er 1959 mit dem Buch Which Way to Mecca, Jack?. In den 1960er Jahren arbeitete William mit dem Regisseur Blake Edwards zusammen und schrieb für dessen Filme wie u. a. Was hast du denn im Krieg gemacht, Pappi? (What Did You Do in the War, Daddy?) die Geschichten. Seinen weltweiten Ruhm jedoch verdankt er seinem Buch Der Exorzist, das 1973 erfolgreich verfilmt wurde. An der 1977 erschienenen Kino-Fortsetzung war Blatty nicht beteiligt. 1983 verfasste er mit Das Zeichen (Legion) die Fortsetzung der Originalstory und 1990 entstand Der Exorzist III, welcher auf Das Zeichen (Legion) basiert und von Blatty persönlich inszeniert wurde.
William Peter Blatty war verheiratet und Vater von sieben Kindern.

## Werke (Auswahl)

### Als Regisseur
- 1980: The Ninth Configuration
- 1990: Der Exorzist III (The Exorcist III)

### Als Autor
- 1959: Which Way to Mecca, Jack
- 1963: Eine zuviel im Harem (John Goldfarb, Please Come Home!)
- 1965: I Billy Shakespeare
- 1966: Twinkle, Twinkle, Killer Kane (später auch als The Ninth Configuration veröffentlicht)
- 1971: Der Exorzist
- 1973: I’ll Tell Them I Remember You
- 1983: Das Zeichen (Legion)
- 1996: Demons Five, Exorcists Nothing
- 1999: Elsewhere

### Als Drehbuchautor
- 1963: Der Mann vom Diners Club (The Man From The Diner’s Club)
- 1964: Ein Schuß im Dunkeln (A Shot In The Dark)
- 1965: Versprich ihr alles (Promise Her Anything)
- 1966: Was hast du denn im Krieg gemacht, Pappi? (What Did You Do in the War, Daddy?)
- 1967: Gunn
- 1969: Hochwürden dreht sein größtes Ding (The Great Bank Robbery)
- 1970: Darling Lili
- 1973: Der Exorzist (The Exorcist, auch Produktion)
- 1976: Mastermind
- 1990: Der Exorzist III (The Exorcist III)

## Auszeichnungen
- Oscar 1974 in der Kategorie Bestes adaptiertes Drehbuch.
- Golden Globe Award 1973 und 1980.
- Stoker Award for Lifetime Achievement 1998.